# Flugunfall der Bouraq Indonesia Airlines 1980
Ein Flugunfall der Bouraq Indonesia ereignete sich am 26. August 1980 mit einer Vickers 812 Viscount, die von der taiwanesischen Far Eastern Air Transport an die indonesische Bouraq Indonesia Airlines verleast worden war. Bei dem Flugunfall, der sich auf einem indonesischen Inlandsflug von Banjarmasin zum Flughafen Jakarta-Kemayoran ereignete, kamen alle 37 Menschen an Bord ums Leben. Der Absturz wurde durch eine extreme Überschreitung der Betriebsgrenze eines Verschleißteils verursacht.

## Maschine
Bei dem verunglückten Flugzeug handelte es sich um eine Vickers 812 Viscount mit der Modellseriennummer 353, die ihren Erstflug am 14. Februar 1958 absolviert hatte, ehe sie im Mai desselben Jahres an die Continental Airlines ausgeliefert wurde, wo sie mit dem Luftfahrzeugkennzeichen N240V zugelassen wurde. Im August 1960 wurde die Maschine bei der Continental Airlines außer Betrieb genommen und an die Tennessee Gas Transportation Corp. (Tenneco) verkauft, wo sie zunächst als N601T und ab März 1973 als N601TL in Betrieb war. Die Tenneco verleaste die Maschine im Oktober 1975 an die Alidair und von März bis Mai 1976 an Cyprus Airways. Anschließend wurde die Maschine auf die Alidair in Washington, D.C. zugelassen und am 9. Juni 1976 in die Republik China exportiert, wo sie im September 1976 von der Far Eastern Air Transport mit ihrem neuen Luftfahrzeugkennzeichen B-2076 in Betrieb genommen wurde. Von Oktober 1976 bis Januar 1979 verleaste die Fluggesellschaft die Maschine an die Mandala Airlines und ab März 1980 an die Bouraq Indonesia Airlines, wo die Viscount mit dem indonesischen Kennzeichen PK-IVS in Betrieb war. Das Schmalrumpfflugzeug war mit vier Turboproptriebwerken des Typs Rolls-Royce Dart 525 ausgestattet.

## Flugverlauf
Mit der Maschine wurde ein Inlandsflug Banjarmasin nach Jakarta durchgeführt. Den Flug hatten 31 Passagiere angetreten. Die sechsköpfige Besatzung bestand aus einem Kapitän, einem Ersten Offizier, einem Flugingenieur und drei Flugbegleitern. 

## Unfallhergang
Die Maschine näherte sich der indonesischen Insel Java und befand sich bereits im Anflug auf Jakarta, als die Besatzung um 06:04 Uhr Ortszeit Luftnotlage erklärte. Die Piloten berichteten von einem extremen Flattern der Maschine. Die Flugsicherung bat die Piloten einer in der Nähe fliegenden Fokker F28 darum, zu der Viscount aufzuschließen, damit die Piloten der Fokker eventuelle Beschädigungen an der Vickers sichten könnten. Um 06:28 Uhr stellten die Piloten der F28 fest, dass es ein Problem mit dem rechten Höhenruder gab und dass die Maschine nach links falle. Nach dem Abriss des rechten Höhenruders der Viscount kam es zum Kontrollverlust. Die Maschine schlug kopfüber mit einer um 25 Grad nach unten ausgerichteten Flugzeugnase auf. Alle 37 Menschen an Bord kamen ums Leben.

## Unfallursache
Als Unfallursache wurde mangelhafte Wartung festgestellt. Der Zentrierzapfen des rechten Flettner-Ruders am Höhenruder war gebrochen. Dieser galt als Verschleißteil und war lediglich für 12.000 Betriebsstunden konstruiert, aber noch nie erneuert worden. Bei einer Betriebsleistung von 33.000 Betriebsstunden war das Wartungsintervall somit um 21.000 Betriebsstunden überschritten worden.
Koordinaten: 6° 5′ 49″ S, 107° 5′ 8″ O